# Volp
Il Volp è un fiume francese che scorre nel dipartimenti dell'Ariège e dell'Alta Garonna.
È un affluente della Garonna.

## Geografia
Esso nasce nell'Ariège, comune di Lescure nei quattro luoghi denominati Montassés, la fattoria Cabos, Plapourque e la Bousigues, a ovest di Clermont, a 545 metri di altitudine.
Il suo corso è diretto generalmente da sudest verso nordovest.
Confluisce nella Garonna di fronte e a valle di Cazères (Alta Garonna), a nord del comune di Saint-Christaud, sul comune di Gensac-sur-Garonne, a 234 metri d'altitudine. 
La sua lunghezza è di 40,3 km.

### Comuni e cantoni attraversati
Nei due dipartimenti dell'Ariège e della Alta Garonna, Il Volp attraversa i dodici comuni seguenti (otto in Ariège e quattro nell'Alta Garonna), da monte verso valle, di Lescure (sorgente), Montesquieu-Avantès, Montjoie-en-Couserans, Contrazy, Montardit, Mérigon, Sainte-Croix-Volvestre, Fabas, Montberaud, Le Plan, Saint-Christaud, Gensac-sur-Garonne (confluenza).
In termini di cantoni, il Volp nasce nel Cantone di Couserans-Est, attraversa i cantoni di Portes du Couserans, cantone di Cazères, confluisce nel cantone di Auterive, il tutto negli arrondissement di Saint-Girons e di Muret.

### Toponimi
L'idronimo del Volp è senza dubbio all'origine della piccola località di Volvestre, componente del comune di Sainte-Croix-Volvestre.

### Bacino idrografico
Il Volp attraversa le cinque zone idrografiche O060, O061 O062, O063, O064, per una superficie totale di 137 km2. Questo bacino idrografico è costituito per il 50,62% da territorio agricolo, per il 48,95% da foreste e ambienti semi-naturali, per lo 0,21% di territori artificializzati, per lo 0,05% di specchi d'acqua.